# Penne
Penne là một đô thị thuộc tỉnh Pescara trong vùng Abruzzo của Ý. Đô thị này có diện tích 97 km², dân số thời điểm 31 tháng 12 năm 2004 là 12.518 người. Các làng trực thuộc: Casale Penne, Collalto Nord, Collalto Sud, Colle d'Omero, Colle Formica, Colle Maggio,Colle San Giovanni, Colle Sant'Angelo, Colle Stella, Colletrotta, Domero Nord, Madonna della Pietà, Mallo, Mallo Nord, Pagliari, Ponte Sant'Antonio, Porta Caldaia, Roccafinadamo, San Pellegrino, Serangelo, Serpacchio, Teto, Trofigno, Vallescura sud, Villa Degna.
Các đô thị giáp ranh: Arsita (TE), Bisenti (TE), Castiglione Messer Raimondo (TE), Castilenti (TE), Civitella Casanova, Elice, Farindola, Loreto Aprutino, Montebello di Bertona, Picciano